# Gabriela Preissová

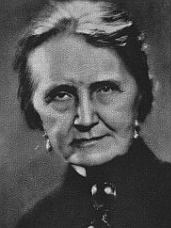
Gabriela Preissová nel 1937.

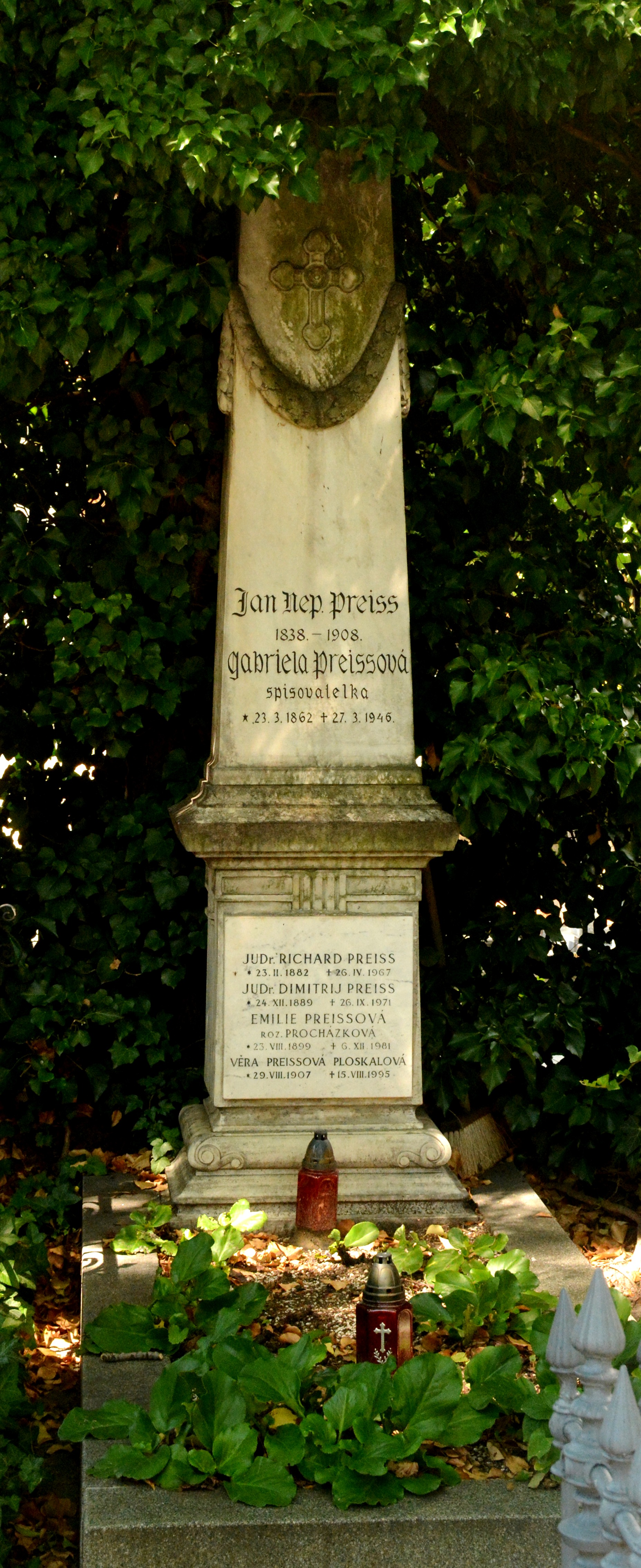
La tomba di Gabriela Preissová e del suo primo marito Jan Nepomuk Preiss, al cimitero di Vyšehrad.

Gabriela Preissová nata Sekerová, nota anche con lo pseudonimo di Matylda Dumontová (Kutná Hora, 23 marzo 1862 – Praga, 27 marzo 1946) è stata una scrittrice e drammaturga ceca, esponente del realismo.

## Biografia
Dopo la morte del padre, la sua famiglia si trasferì a Plaňany, dove Gabriela frequentò la scuola elementare. Dal 1871 al 1874 fu allevata nella famiglia dell'archivista Dvorský a Smichov, un sobborgo di Praga. La moglie di costui, Luisa, era zia di Gabriela per parte di madre. Presso questa famiglia si riunivano letterati come Karolina Světlá, Eliška Krásnohorská e Jakub Arbes. Nel 1873 trascorse un anno a Hodonín presso  suo zio Karel Procházka. Qui fece la conoscenza del cassiere dello zuccherificio Strummer, Jan Nepomuk Preiss, che la sposò nel 1880. Da Hodonín si trasferì nel 1890. Per un certo periodo visse a Oslavany, donde intraprese viaggi in Galizia e in Russia. Visse poi per due anni nelle vicinanze di Klagenfurt am Wörthersee nella proprietà del marito, dove si interessò degli sloveni della Carinzia. Nel 1894 divenne membro dell'unione degli scrittori polacchi di Leopoli e due anni dopo compì un viaggio a Mosca e a Nižnij Novgorod, viaggio che narrò in Obrázcích z ruské pouti. Nel 1897 si trasferì a Praga con il marito. 
Rimasta vedova nel 1908 si sposò in seconde nozze con il tenente austriaco Adolf Halbaerth. Si trasferì a Pola e trascorse dei periodi di villeggiatura in Italia e in Francia. Durante la Prima guerra mondiale fu accusata di alto tradimento quando difese pubblicamente i prigionieri russi vittime di soprusi. Dopo la guerra visse a Praga, ma trascorreva i mesi estivi andò a Chlum u Třeboně. Nel 1925 divenne membro ordinario  dell'Accademia ceca delle scienze e delle arti. Nel 1944 visitò per l'ultima volta la Slovacchia morava e suo figlio, che viveva a Strážnice.
Morì a Praga 4 giorni dopo il suo 84º compleanno e fu sepolta nel cimitero di Vyšehrad.

## Opere
Il tema principale della sua produzione è la tragedia di ambiente rurale, di cui solitamente è protagonista una donna. Nelle sue opere spesso la proprietà e il denaro sono elementi che hanno un impatto negativo sulle vicende.
- Čeledín a dcera ze statku ("La serva e la figlia della fattoria")
- Ideály ("Ideali")
- Obrázky ze Slovácka ("Quadri dalla Slovacchia morava")
- Nové obrázky a črty ("Nuovi quadri e lineamenti")
- Když hvězdy padaly ("Quando cadevano le stelle")
- Talmové zlato ("Oro falso"), sugli sloveni della Carinzia
- Porosené pavučiny ("Ragnatele splendenti")
- Co vyprávěl život ("Cosa disse la vita")

### Drammi
- Jej pastorkyňa ("La sua pastorella") - da cui Leoš Janáček trasse l'opera Jenůfa, tragedia della Slovacchia morava. Una giovane donna è incinta di un uomo che non è suo marito. La sua matrigna uccide il figlio per agevolare il matrimonio della figliastra, ma il fatto viene scoperto.
- Gazdina roba ("La veste contadina") -  da cui Josef Foerster trasse l'opera Eva; narra le tragiche vicende della sarta Eva, che abbandona il marito e fugge con l'amante a lavorare in Austria. Quando capisce che il suo amante non divorzierà per lei, si annega nel Danubio.
- Podvečerní selanky ("Case di campagna a sera")
- Cestou za štěstím ("Sulla via della felicità")